# Panicum wettsteinii
Panicum wettsteinii är en gräsart som beskrevs av Eduard Hackel. Panicum wettsteinii ingår i släktet vipphirser, och familjen gräs. Inga underarter finns listade i Catalogue of Life.